# Kymco Bet&Win
Kymco Bet&Win – skuter produkowany przez tajwańską firmę Kymco. Posiada 3 odmiany silnikowe: 50 ccm, 125 ccm oraz 250 ccm. W niektórych krajach sprzedawany był pod nazwą handlową Kymco Ego. Wadą skutera jest bardzo duże spalanie. Do zalet można zaliczyć duży schowek oraz wygodę podczas jazdy we dwie osoby. Skuter posiada funkcjonalny obrotomierz oraz jest chłodzony cieczą co jest rzadkością wśród modeli za tę cenę. Na uwagę zasługuje też silnik, który pozwala osiągać wysokie prędkości po zdjęciu blokad. W Kymco Bet&Win zdejmując blokady w serwisie nie traci się gwarancji, która trwa 2 lata.

## Dane techniczne
| Model silnika:        | 50 cm                        | 125 cm                       |
| --------------------- | ---------------------------- | ---------------------------- |
| Typ silnika           | 2-suwowy, jeden cylinder OHC | 2-suwowy, jeden cylinder OHC |
| Skrzynia biegów       | automatyczna                 | automatyczna                 |
| Waga                  | 120 kg                       | 120 kg                       |
| Zapłon                | C.D.I.                       | C.D.I.                       |
| Moc/obr.              | 6,5 KM/7000 obr/min          | 8,04 KM/7000 obr/min         |
| Maks. moment obrotowy | 4,6 Nm                       | 7,36 Nm                      |
| Sposób chłodzenia     | ciecz                        | ciecz                        |
| Paliwo                | 95 lub 98 benzyna            | 95 lub 98 benzyna            |